# За туалетом. Автопортрет
«За туале́том. Автопортре́т» — картина русской художницы Зинаиды Серебряковой (1884—1967), написанная в 1909 году. Принадлежит Государственной Третьяковской галерее (инв. 3868). Размер картины — 75 × 65 см.
Картина была написана Серебряковой в конце 1909 года, когда она жила рядом с селом Нескучное Курской губернии (ныне в составе Харьковской области Украины). По словам художницы, зима в том году наступила рано, всё вокруг было занесено снегом, а в доме было тепло и уютно, и она «начала рисовать себя в зеркале и забавлялась изобразить всякую мелочь на туалете».
По настоянию художника Евгения Лансере, брата Зинаиды Серебряковой, автопортрет был послан в Петербург, где он был представлен на VII выставке Союза русских художников, которая в начале 1910 года переместилась туда из Москвы. Работа была хорошо встречена публикой и критиками. В частности, художник Валентин Серов высказал мнение, что «автопортрет у зеркала… очень милая свежая вещь», а художник и критик Александр Бенуа писал, что Серебрякова «подарила русскую публику таким прекрасным даром, такой „улыбкой во весь рот“, что нельзя не благодарить её». Прямо с выставки картина была приобретена Третьяковской галереей.
Автопортрет «За туалетом» относят к ряду основных произведений Серебряковой, наряду с картинами «Баня» (1913, ГРМ), «Жатва» (1915, ОХМ) и «Беление холста» (1917, ГТГ).

## Описание
Композиционно картина представляет собой изображение художницы, отражённой в зеркале, — видна рамка зеркала, а свеча с подсвечником в левом нижнем углу показана дважды, вместе со своим отражением. Молодая женщина, изображённая на картине, смотрит на себя в зеркало и расчёсывает волосы. Её поза непринуждённа, «живо переданы грациозное движение обнажённых рук, лёгкий поворот стройной фигуры». Хотя мотив с использованием зеркала кажется довольно простым, изображение реальной свечи и её повторения привносит в композицию необычность, оригинальность, затейливость и остроумность.
Колорит картины решён в светлых, жизнерадостных тонах. Наибольшая интенсивность цвета наблюдается на переднем плане — на туалетном столике изображены «стеклянные флаконы с жёлтыми и зелёными духами, синяя подушечка со шпильками для шляп, расписная коробка с бусами и многое другое», «всё это пронизано цветом, играет и переливается, как драгоценности». Несколько смягчённые тона в той же цветовой гамме можно найти в других частях полотна. На заднем плане видна белая стена, а также столик с тазом и кувшином для умывания.
Тёплые тона, которыми написана женская фигура, связывают яркие краски переднего плана с холодным голубовато-зеленоватым фоном. При работе над картиной Серебрякова использовала белила, которые хорошо отражают свет. По словам искусствоведа Валентины Князевой, это произведение «чарует своей световой насыщенностью: кажется, что и фигура женщины на переднем плане, и натюрморт, и фон не только залиты светом, но сами излучают его». Рама зеркала служит композиционным обрамлением портрета и усиливает эффект пространственной глубины изображения, а её тёмный цвет подчёркивает светоносность палитры.
Исполнение полотна было многосеансным — Серебрякова «писала многослойно, тщательно моделировала формы, чётко прорабатывала детали». На лице, руках и платье — гладкая поверхность краски, лишь в некоторых местах заметны фактурные мазки. Такая манера письма позволила подчеркнуть глубину и звучность цвета, а также создать тонкие переходы между тонами.

## История
В сентябре 1905 года Зинаида Лансере вышла замуж за своего кузена Бориса Серебрякова, который в то время был студентом, а впоследствии стал инженером-путейцем. В ноябре того же года она выехала в Париж, где занималась в Академии де ла Гранд Шомьер. После возвращения в Россию весной 1906 года Зинаида Серебрякова несколько лет жила в семейном имении Нескучное, которое располагалось рядом с одноимённым селом, входившим в состав Курской губернии Российской империи (ныне на территории Харьковской области Украины). 26 мая 1906 года у неё родился первый ребёнок — Евгений (Женя), а 7 сентября 1907 года — второй сын, Александр (Шура). В 1906—1908 годах Серебрякова в основном работала над пейзажами, изображениями крестьян, а также другими картинами из деревенской жизни. Среди её работ этого периода встречаются и портреты, и автопортреты. Многие произведения второй половины 1900-х годов она исполняла масляными красками.
В письме к искусствоведу Алексею Савинову от 20 июня 1966 года Зинаида Серебрякова рассказывала, что лето 1909 года она тоже проводила в Нескучном, а осенью решила остаться на несколько месяцев в тех же краях, но не в имении, а на хуторе рядом с селом — в доме, принадлежавшем её мужу, который в то время находился в командировке. По словам художницы, «дом был маленький и его можно было протопить зимой легче, чем большие высокие комнаты Нескучного». Она вспоминала: «Зима в этот год наступила ранняя, всё было занесено снегом — наш сад, поля вокруг, всюду сугробы, выйти нельзя — но в доме на хуторе тепло и уютно, и я начала рисовать себя в зеркале и забавлялась изобразить всякую мелочь на туалете».
В другом письме, написанном примерно в тот же период и адресованном искусствоведу Владимиру Лапшину, Зинаида Серебрякова так описывала обстоятельства, сопутствовавшие написанию автопортрета:
В этот год я решила остаться подольше в нашем имении и не уезжать в Петербург — как обычно, в сентябре. Муж мой Борис Анатольевич был „на изысканиях“ в Северной Сибири — обещал приехать на Рождество в „деревню“ и вместе вернуться с двумя детьми в Петербург. Зима наступила ранняя и снежная — весь наш сад, и поля, и дороги занесло снегом, „моделей“ из крестьян нельзя уж было получить. Тема „автопортрета“ у всех художников самая обычная… Думаю, что и „За туалетом“ я рисовала недолго — так как в молодости я рисовала очень быстро.
В начале декабря 1909 года, когда работа над автопортретом ещё не была завершена, Серебрякова получила письмо от своего брата Евгения Лансере, в котором он предлагал ей показать какие-нибудь новые работы на петербургских выставках. Художница решила послать в Петербург «За туалетом» и ряд других произведений. В январе 1910 года две более ранние картины Серебряковой — «Автопортрет» (1905) и «Портрет моей няни» (1908) — были показаны на Выставке современного женского портрета, проходившей в редакции журнала «Аполлон».
В середине февраля 1910 года из Москвы в Петербург переместилась VII выставка Союза русских художников, на которой и была впервые показана картина «За туалетом». Евгений Лансере так описывал эту картину в письме к Константину Сомову от 18 февраля 1910 года (называя «Шурой» художника Александра Бенуа, дядю Серебряковой):
Но у неё будет на выставке вещь несравненно значительнее — полукартина, полуавтопортрет, маслом, почти в натуру: дама déshabillée. Расчёсывает себе волосы, автор себя видит в зеркале, так что часть предметов на первом плане повторяется вдвойне (свечи). Всё очень просто, всё точная копия натуры, но вместе с тем Шура находит, что в ней есть «стиль». Она всем чрезвычайно нравилась; Шура советует назначить за неё 500 р…
Картина «За туалетом», представленная на выставке вместе с тринадцатью другими произведениями художницы, была хорошо встречена публикой и критиками. В частности, художник Валентин Серов в письме к Илье Остроухову от 31 марта 1910 года сообщал: «Серебрякову видел — автопортрет у зеркала… очень милая свежая вещь». Прямо с выставки картина «За туалетом» была приобретена Третьяковской галереей вместе с двумя другими работами Серебряковой — «Зеленя осенью» и «Молодуха (Мария Жегулина)».
Впоследствии картина «За туалетом» экспонировалась на ряде выставок, в том числе на выставке «Женщина в русской живописи», организованной в 1925 году в Третьяковской галерее, а также на персональных выставках Серебряковой — 1965—1966 годов, проходившей в Москве, Киеве и Ленинграде, и 1987 года, проводившейся в Москве. Она также была одним из экспонатов ретроспективной выставки работ Зинаиды Серебряковой, проходившей в апреле — июле 2017 года в Инженерном корпусе Третьяковской галереи.
Этюд к картине, датированный 1909 годом, находится в собрании наследников Серебряковой. В списке произведений художницы, приведённом в монографии Валентины Князевой (1979), было указано, что наброски к картине, исполненные акварелью и карандашом на бумаге, находились в собраниях сына художницы Евгения Серебрякова (Ленинград) и семьи А. А. Сидорова (Москва). Кроме этого, там же упоминался другой вариант картины «За туалетом», написанный маслом на холсте.

## Отзывы
Художник и критик Александр Бенуа посвятил работам Серебряковой значительную часть своей статьи о VII выставке Союза русских художников, в которой, в частности, он подробно остановился на оригинальности и других достоинствах её автопортрета. Бенуа называл эту картину Серебряковой «таким прекрасным даром, такой „улыбкой во весь рот“, что нельзя не благодарить её»; он описывал этот автопортрет, как «самую радостную вещь», отмечая, что «здесь полная непосредственность и простота: истинный художественный темперамент, что-то звонкое, молодое, смеющееся, солнечное и ясное, что-то абсолютно художественное». Много лет спустя, в 1932 году, Александр Бенуа вспоминал, как Серебрякова «всех поразила своим замечательным автопортретом, ставшим украшением Третьяковской галереи», и писал, что на протяжении всех прошедших с того времени лет её искусство продолжало оставаться таким же «свежим, непосредственным и подкупающим».
Искусствовед Алексей Савинов отмечал отсутствие в автопортрете Серебряковой всяких следов надуманности и манерности, характерных для живописных работ начала XX века. Эту работу он характеризовал как простую, но долговечную и в художественном смысле подлинную в её «здоровом и бодром реализме»: «Свет заливает радостным сиянием белую комнату, и мы чувствуем, в какие ослепительно-солнечные снежные дни совершалась работа: „Мороз и солнце, день чудесный…“».
В статье, посвящённой автопортретам Серебряковой, искусствовед Дмитрий Сарабьянов выделял женственность как самое привлекательное качество и творчества художницы, и её собственной внешности и жизненного пути: «весь её облик овеян чистотой раскрытой души, сиянием добрых глаз; её чувства отмечены естественностью проявления; а помыслы, воплощённые в картинах, отражают ясность представления о человеческом назначении». Сарабьянов, как и Савинов, отмечает простоту концепции автопортретов Серебряковой, подчёркивая, что они выражают естественные чувства, показывают обыденные действия (причёсывание, смотрение в зеркало и т. д.), совершаемые на фоне простой окружающей обстановки.
Искусствовед Валентина Князева отмечала, что автопортрет «За туалетом» стал для Серебряковой программным. Она писала, что художница «создала в нём образ гармонически совершенного человека, впервые подошла к написанию картины, используя и развивая некоторые традиции искусства прошлого». По словам Князевой, картина представляет собой одновременно итог раннего творчества Серебряковой и, во многом, отправную точку для дальнейшего творческого поиска.